# Гвареби
Гвареби (груз. ღვარები) — село в Грузии, на территории Горийского муниципалитета края (мхаре) Шида-Картли.

## География
Село находится в центральной части Грузии, на берегах реки Атреви (бассейн Куры), на расстоянии приблизительно 8 километров (по прямой) к юго-западу от города Гори, административного центра муниципалитета. Абсолютная высота — 1031 метр над уровнем моря.

## Население
По результатам официальной переписи населения 2014 года в Гвареби проживало 24 человека (16 мужчин и 8 женщин). В национальной структуре населения грузины составляли 100 %.
| Год  | Население, человек |
| ---- | ------------------ |
| 2002 | 26                 |
| 2014 | ↘ 24               |